# Acordo de Trípoli de 1976
O Acordo de Trípoli de 1976 foi assinado em 23 de dezembro de 1976 em Trípoli, Líbia, por Carmelo Z. Barbero, representando o Governo das Filipinas e Nur Misuari da Frente Moro de Libertação Nacional. O acordo definiu divisões administrativas autônomas para os muçulmanos no sul das Filipinas, o estabelecimento de um governo autônomo, um sistema judicial para a lei sharia e forças de segurança especiais, e a observância de um cessar-fogo. A região autônoma deveria ter o seu próprio sistema econômico, incluindo um banco islâmico.
Os facilitadores do acordo incluíram membros da Comissão Ministerial Quadripartida da Organização da Conferência Islâmica, chefiada por Ali Abdussalam Treki, representando Muammar Gaddafi, líder do país anfitrião, e o Secretário Geral da OCI, Amadou Karim Gaye. Os outros membros da Comissão Ministerial Quadripartida, além de Treki, incluíam representantes da Arábia Saudita, Senegal e Somália.